# Precambrium
|                                          | Eon           | Era                | Tijd geleden Ma |
| ---------------------------------------- | ------------- | ------------------ | --------------- |
|                                          | Fanerozoïcum  | Cenozoïcum         | 0               |
| 66                                       | Fanerozoïcum  | Cenozoïcum         |                 |
| Mesozoïcum                               | Fanerozoïcum  |                    |                 |
| 252                                      | Fanerozoïcum  |                    |                 |
| Paleozoïcum                              | Fanerozoïcum  |                    |                 |
| 541                                      | Fanerozoïcum  |                    |                 |
| Precambrium                              | Proterozoïcum | Neoproterozoïcum   |                 |
| Precambrium                              | Proterozoïcum | Neoproterozoïcum   | 1000            |
| Precambrium                              | Proterozoïcum | Mesoproterozoïcum  |                 |
| Precambrium                              | Proterozoïcum | 1600               |                 |
| Precambrium                              | Proterozoïcum | Paleoproterozoïcum |                 |
| Precambrium                              | Proterozoïcum | 2500               |                 |
| Precambrium                              | Archeïcum     | Neoarcheïcum       |                 |
| Precambrium                              | Archeïcum     | Neoarcheïcum       | 2800            |
| Precambrium                              | Archeïcum     | Mesoarcheïcum      |                 |
| Precambrium                              | Archeïcum     | 3200               |                 |
| Precambrium                              | Archeïcum     | Paleoarcheïcum     |                 |
| Precambrium                              | Archeïcum     | 3600               |                 |
| Precambrium                              | Archeïcum     | Eoarcheïcum        |                 |
| Precambrium                              | Archeïcum     | 4000               |                 |
| Precambrium                              | Hadeïcum      |                    |                 |
| Precambrium                              | 4567          |                    |                 |
| De geologische tijdschaal volgens de ICS |               |                    |                 |

Het Precambrium is in de geschiedenis van de Aarde de tijdspanne van de vorming van de Aarde tot het begin van het Cambrium, van 4560 miljoen jaar geleden (4,56 Ga) tot 539 miljoen jaar geleden (539 Ma). Daarmee vertegenwoordigt het Precambrium ongeveer 88% van de totale ouderdom van de Aarde. Deze enorme duur geeft uitdrukking aan het concept van "diepe tijd", de haast onvoorstelbare lengte van de geologische geschiedenis. Desondanks ligt gesteente uit het Precambrium op minder dan 20% van de wereld aan het oppervlak.
Vroege natuuronderzoekers verwonderden zich over de schijnbare afwezigheid van fossielen en gebruikten ook wel de naam "Cryptozoïcum" (tijdperk van "verborgen leven") of Azoïcum (tijdperk zonder leven). Later ontdekte men dat er wel degelijk leven in het Precambrium voorkwam, zij het in onopvallende, eenvoudige vormen. Er was sprake van een vreemde, slecht herkenbare wereld. Het aardoppervlak was minder stabiel, het klimaat wisselde van extreme koude tot zinderende hitte, en de atmosfeer bevatte giftige gassen.
Het onderzoek naar het Precambrium omvat enkele van de belangrijkste vraagstukken uit de natuurwetenschap, zoals hoe de Aarde ontstond, hoe de oceanen en continenten vormden, en hoe het leven verscheen. Het Precambrium beslaat drie van de vier eonen van de geologische tijdschaal: Hadeïcum, Archeïcum en Proterozoïcum. Het Hadeïcum (tot 4,0 miljard jaar) is de tijd tussen het ontstaan van de Aarde en de oudst bekende gesteenten. In dit eon ontstond het Zonnestelsel uit een roterende wolk gas en stof. De kennis over de begintijd van de Aarde is vanwege de afwezigheid van gesteente uit die tijd vooral afkomstig van computermodellen. Het Archeïcum (tussen 4,0 en 2,5 miljard jaar geleden) is het eon van de oudste gesteenten en de vorming van kratons, de kernen van de continenten.
De atmosfeer was in die tijd een voor het leven van vandaag giftig mengsel van stikstof, methaan en koolstofdioxide. Er was in het Archeïcum echter al sprake van eenvoudige vormen van leven. In het Proterozoïcum (van 2,5 tot 0,54 miljard jaar geleden) begon de moderne platentektoniek. Er waren ijstijden waarin vrijwel de hele planeet met ijs bedekt was, maar ook warmere perioden. De opkomst van cyanobacteriën – organismen die in staat zijn tot fotosynthese – zorgde ervoor dat de oceanen en atmosfeer geleidelijk zuurstofrijker werden. Dit maakte de ontwikkeling van eukaryoten en meercellig leven mogelijk. Er ontstonden ingewikkelder levensvormen, die hun gaswisseling op zuurstof baseren en zich seksueel voortplanten.

## Onderzoek naar het Precambrium
De geologische tijdschaal is geleidelijk ontstaan. Aan de hand van het principe van laterale vervolgbaarheid stelden de eerste stratigrafen aan het begin van de 19e eeuw vast dat gesteentelagen met bepaalde fossielen over grote afstanden te volgen zijn. De eerste benamingen uit de tijdschaal komen uit 1822: de Belg Omalius d'Halloy gaf het Krijt zijn naam, en de Engelse geologen Conybeare en Phillips benoemden het Carboon. Adam Sedgwick gaf in de jaren 1830 de naam Cambrium aan een opeenvolging van lagen in Wales. Daarna definieerden Britse en Franse onderzoekers meer van zulke opeenvolgingen, die ze "systemen" noemden: zoals het Devoon, het Jura, of het Siluur. Met het principe van superpositie stelde men de volgorde van deze systemen vast: de jongere lagen worden altijd boven de oudere aangetroffen. Het oudste systeem was het Cambrium, daarop volgde het Ordovicium, dan het Siluur, enzovoorts. Het bleek dat de systemen aan de hand van hun karakteristieke fossielen ook in het vasteland van Europa en in Rusland te vervolgen zijn. Al snel werden ze ook in andere werelddelen herkend.
Het indelen van de lagen onder het Cambrium bleek echter onmogelijk. Deze lagen leken namelijk helemaal geen fossielen te bevatten, zodat ze niet goed op andere plekken herkend of bij oudere systemen ingedeeld konden worden. Die opmerkelijke ontdekking was reden dat veel geologen tot het begin van de 20e eeuw dachten dat er in de tijd voor het Cambrium nog geen leven op Aarde was. Lagen van deze ouderdom werden samen het "Precambrium" genoemd, omdat ze ouder dan het Cambrium zijn.

Locatie van kratons en schilden in de huidige continenten. De kleuren geven de ouderdom aan. De meeste kratons hebben één of meerdere kernen uit het Archeïcum, met daar tussen jongere orogene gordels. Dit patroon pleit sterk voor het idee dat in het Archeïcum slechts kleine blokken van continentale korst bestonden, die in de loop van het verdere Precambrium aangroeiden tot de omvang van de huidige continenten.

Het Archeïsche Yilgarnkraton in het zuidwesten van Australië. De kaart laat de verdeling in granulietgneis en groensteengordel zien. Onder een schematische doorsnede van een groensteengordel: een trogvormige structuur omringd door gneis. De standaardopeenvolging van gesteentes in een groensteengordel bestaat uit: vulkanisch gesteente (onder ultramafisch tot boven felsisch); sedimentair gesteente; en graniet-achtige intrusies.

### Voorkomen van Precambrisch gesteente
De huidige continenten bevatten alle één of meerdere kratons, stukken aardkorst uit het Precambrium. Kratons zijn stabiele delen van continenten waar weinig tektonische beweging voorkomt en de overgang tussen korst en mantel erg diep ligt. Ze bestaan uit schilden - aaneengesloten gebieden waar het kraton aan het oppervlak ligt - en platforms - gebieden waar jonger gesteente het Precambrium bedekt.
De meeste kratons bevatten kernen uit het Archeïcum (ouder dan 2,5 miljard jaar). Zulke oude kernen worden vaak ook kratons genoemd. Ze hebben een beperkte omvang: hooguit ongeveer 480 km breed. De Archeïsche kernen hebben abrupte randen, waar ze van elkaar worden gescheiden door jongere gordels van intens vervormd gesteente. Deze orogene gordels zijn de restanten van wat ooit gebergtes waren. Ze werden gevormd tijdens het laatste deel van het Archeïcum of in de loop van het Proterozoïcum, tussen 3,0 en 1,0 miljard jaar geleden. Deze opbouw van kratons suggereert dat ze geleidelijk rondom de Archeïsche kernen aangroeiden door botsing en accretie van blokken aardkorst, gepaard met gebergtevorming.
Gesteente uit het Precambrium bevat op het eerste gezicht weinig aanwijzingen. De omstandigheden waaronder het ontstond zijn daarom vaak niet eenvoudig te reconstrueren. Het is grotendeels kristallijn van aard: het bestaat uit kristallen. In het geval van dieptegesteente zijn de kristallen ontstaan door directe stolling van magma. Bij metamorf gesteente zijn de kristallen over oudere textuur heen gegroeid, waardoor oorspronkelijke kenmerken verdwenen. Veel van het Precambrium bestaat uit een combinatie van de twee typen: het is gneis of granietachtig gesteente. Het heeft meestal meerdere fases van rekristallisatie en deformatie ondergaan. Precambrisch gesteente dat slechts licht is gerekristalliseerd of vervormd is relatief zeldzaam. Dit is samen met de afwezigheid van fossielen de reden waarom de geschiedenis van het Precambrium in veel minder detail bekend is dan die van latere periodes.
Archeïsche kratons bestaan uit drie verschillende soorten gesteentevoorkomens: granuliet-gneis; aan de oppervlakte gevormd ("suprakrustaal") gesteente; en magmatische intrusies van granietachtig gesteente. Terreinen van gneis vormen ongeveer 80-90% van de kratons en vertegenwoordigen het diepere deel van de Precambrische aardkorst. Gneis is een sterk vervormd, bij hoge temperatuur gerekristalliseerd gesteente. Wegens de hoge temperatuur waaraan het heeft blootgestaan is de meeste Archeïsche gneis granuliet. Dit soort gesteente ontstaat alleen in de onderste delen van de aardkorst.
Een klein deel van Archeïsche kratons bestaat uit sedimentair of vulkanisch gesteente. Zulk "suprakrustaal" gesteente kan direct bewijs voor de omstandigheden aan het aardoppervlak bevatten. Het komt voor als groensteengordels: langgerekte, trogvormige, synclinale lichamen omringd door een zee van granulietgneis. De naam groensteen komt van de groenige mineralen die kenmerkend zijn voor de lichtere graad van metamorfose. Vaak zijn primaire structuren nog te herkennen: in groenstenen komen bijvoorbeeld lavastromen met kussenstructuren voor. Zulke structuren vormen alleen als lava onder water uitvloeit, en zijn daarom bewijs voor het bestaan van zeeën van vloeibaar water. Aan het oppervlak gevormd Archeïsch gesteente ontstond alleen in de zeeën aan de rand van continenten. Soorten gesteente die kenmerkend voor de wijde, ondiepe zeeën van het continentaal plat ontbreken. Uit het Archeïcum komen enkele bijzondere types gesteente die in latere tijden niet meer werden gevormd. Komatiieten zijn lava's met een hogere smelttemperatuur dan tegenwoordig op Aarde voorkomt. Banded iron formations zijn sedimenten die hoge concentratie ijzererts bevatten. 
Zowel granuliet-gneis als groensteengordels worden doorsneden door intrusies van graniet-achtig jonger gesteente. De intrusies waren waarschijnlijk latere toevoegingen van felsisch (silicarijk) gesteente aan de groeiende continenten.

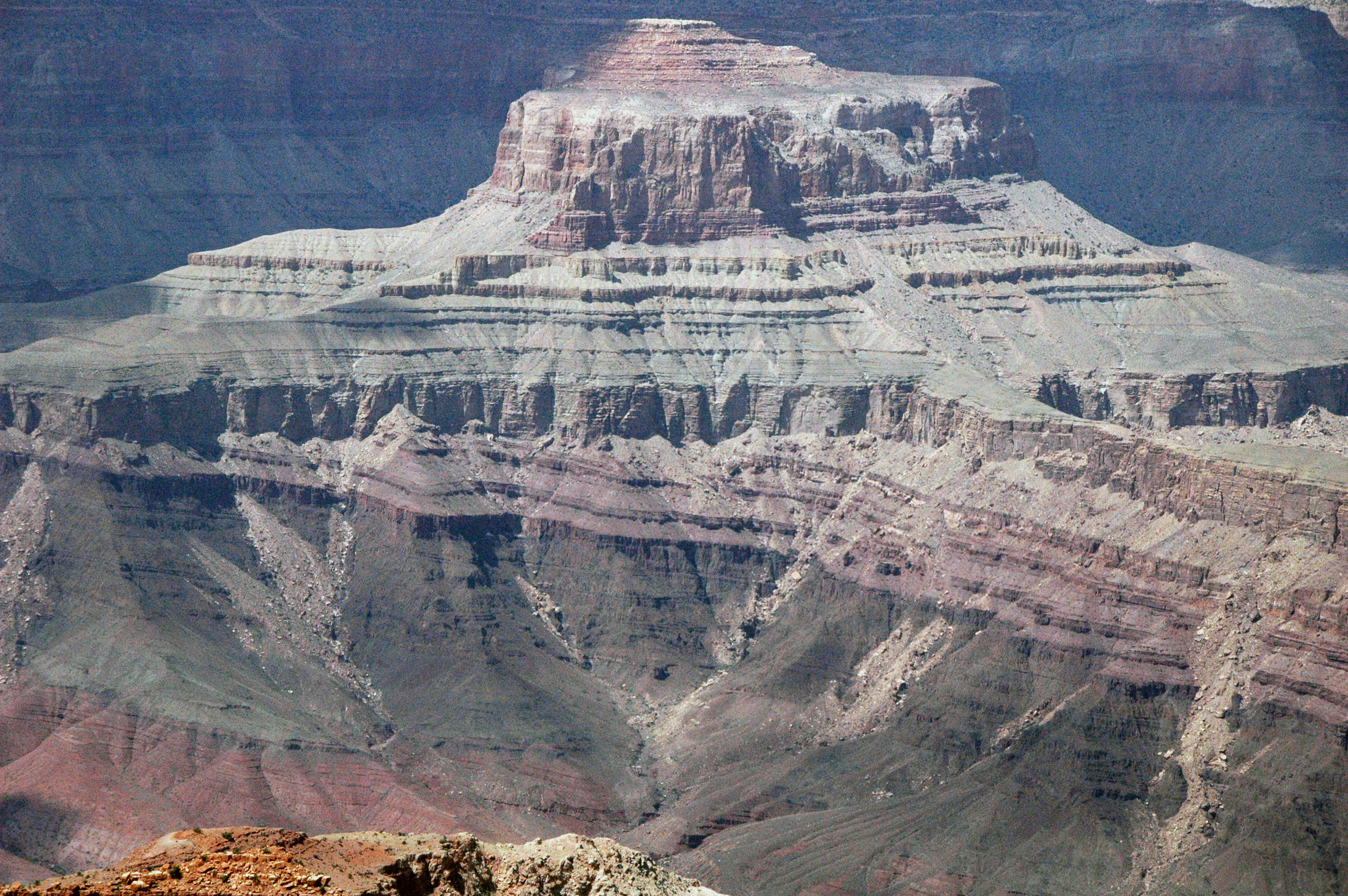
De discordantie tussen het Cambrium (horizontale lagen, bovenop) en het Precambrium (licht hellende lagen, onder) in de Grand Canyon. Dankzij de diepe inslijting van de Colorado River zijn in de Grand Canyon gesteentelagen van sterk uiteenlopende ouderdom samen zichtbaar. Het was ook een van de locaties waar de eerste sporen van leven in het Precambrium werden ontdekt.

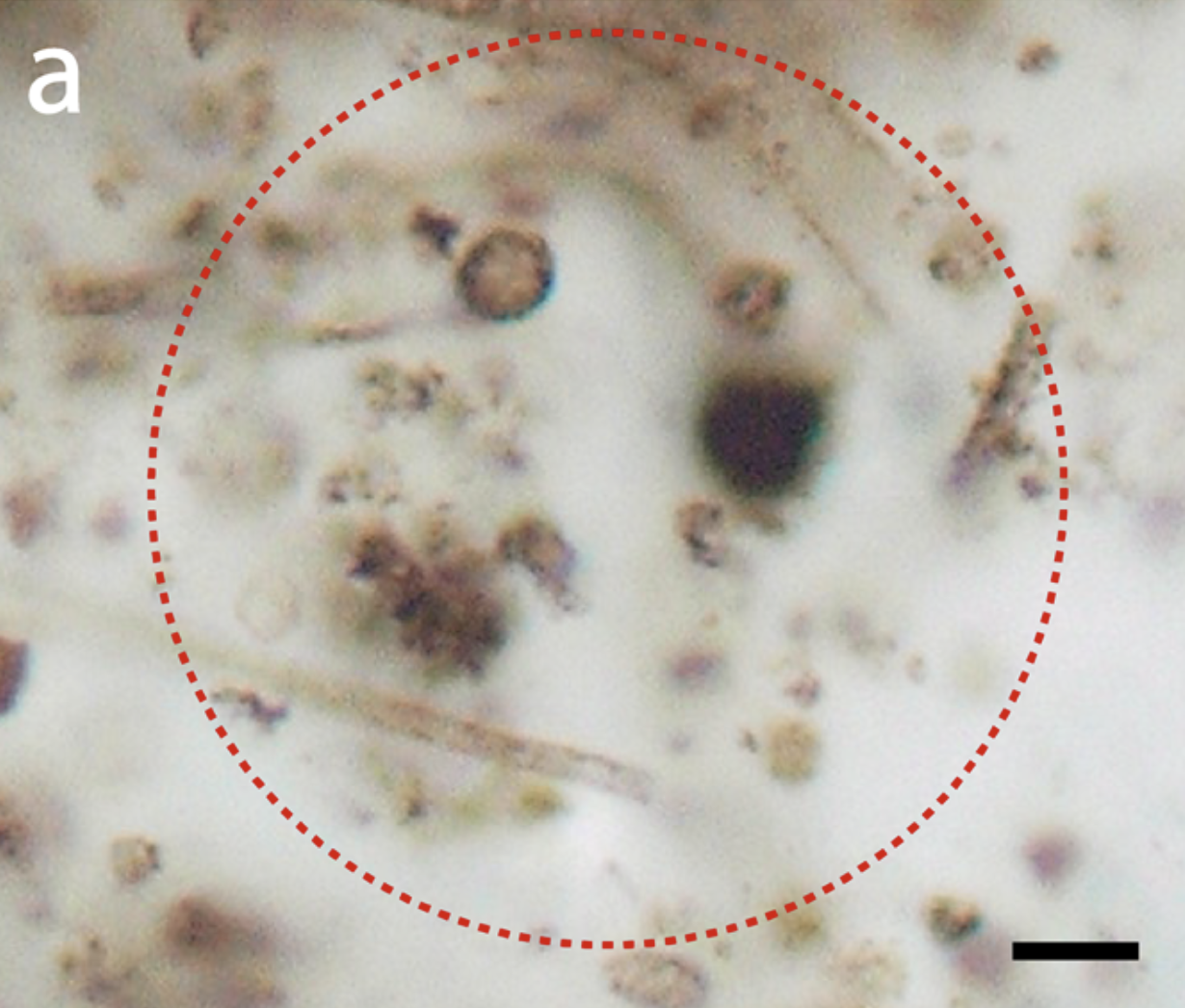
Fossiele sporen van leven in de 1,88 miljard jaar oude Gunflint Chert (Canada). Het gaat om de soort Gunflintia, een prokaryote levensvorm. De maatbalk onderin beeld is 5 μm lang.

### Schijnbare afwezigheid van fossielen
Darwin vermoedde al in 1859 dat er voor het Cambrium ook leven was, maar hij had daarvoor geen bewijs. In het jaar voordat Darwin zijn vermoeden uitte (1858) bracht de Canadese geoloog W.E. Logan monsters van Precambrische kalksteenlagen uit de omgeving van Montreal naar wetenschappelijke conferenties. In de lagen waren kleine, schelpachtige structuren ontdekt. Logan twijfelde of het daadwerkelijk om kleine fossielen ging. Hij deelde zijn monsters met de Canadese geoloog J.W. Dawson, die de fossiele soort Eozoon noemde, oftewel "dageraaddier". De ontdekking was omstreden en werd niet algemeen geaccepteerd. Bij nadere bestudering bleek dat de structuren door verwering ontstaan waren en geen biologische oorsprong hadden.
Daarna golden verdere ontdekkingen van fossielen in het Precambrium lang als verdacht. Mede daarom zorgden ook de ontdekkingen van C.D. Walcott niet voor een doorbraak. Walcott was een geoloog die in het westen van de VS en Canada werkte. Hij was de eerste die daarwerkelijk fossielen in het Precambrium vond, in 1883 in de Grand Canyon. Het ging om de stromatoliet Cryptozoon. Walcott vond op veel locaties in Noord-Amerika vergelijkbare structuren. Hij vermoedde dat ze door de biologische activiteit van algen of bacteria waren gevormd. Later vond hij ook microscopisch kleine fossielen van een soort plankton, Chuaria. Walcott is bekender wegens zijn onderzoek naar de Burgess Shale, een formatie uit het Cambrium van de Canadese Rocky Mountains, die opmerkelijk diverse fossielen van primitieve dieren bevat. De verschijning van diverse groepen van dieren in het Cambrium is erg plotseling en wordt daarom de Cambrische explosie genoemd. De plotselinge rijkdom aan fossielen in het Cambrium kan deels worden verklaard met de ontwikkeling van schelpen en skeletten. Waarom er op hetzelfde moment zoveel nieuwe vormen verschenen was in Walcotts tijd echter onverklaarbaar. De meeste onderzoekers vermoedden wel dat het leven in het Precambrium te klein en zacht was, zodat het geen fossielen achterliet. In 1930 verdeelde G.H. Chadwick de geschiedenis van de Aarde daarom in twee eonen: Fanerozoïcum - de lagen met zichtbare sporen van leven (phanerós is Grieks voor "zichtbaar") - en Cryptozoïcum, de lagen waarin het leven "kryptisch" (verborgen) is omdat er geen fossielen te vinden zijn.
Precambrische sporen van leven bleven omstreden tot halverwege de 20e eeuw. In 1953 ontdekte Stanley Tyler microfossielen in de 1,9 miljard jaar oude Gunflint Chert in Canada. Rond dezelfde tijd vond de Russische geoloog B.V. Timofeev microfossielen in Precambrische schalie uit Siberië. R.C. Sprigg had al in 1946 in het westen van Australië fossielen van meercellige organismen ontdekt: de Ediacarische biota. De jaren 1960 zagen het begin van serieus paleontologisch onderzoek naar het Precambrium. Martin Glaessner toonde aan dat het bij de Ediacarische biota om primitieve dieren ging en dat de lagen niet - zoals Sprigg dacht - bij het Cambrium horen maar bij het laatste deel van het Precambrium. In 1965 publiceerden Preston Cloud en Elso Barghoorn (een collega van Stanley Tyler) beiden foto's van nanofossielen uit de Gunflintformatie in het tijdschrift Science. In hetzelfde jaar werden microfossielen ontdekt in de Bitter Springs Formation van Centraal-Australië, die minder dan half zo oud is. In de jaren 1980 werden ook fossiele bewijzen gevonden voor leven in gesteenten ouder dan 3 miljard jaar, met name in Australië en Zuid-Afrika. Zo werd duidelijk dat er al relatief snel na het ontstaan van de planeet microscopisch leven op Aarde voorkwam.

Het principe van radiometrische datering: een kristal bevat oorspronkelijk alleen de moederisotoop (rood). De helft van de moederisotoop vervalt gedurende de halfwaardetijd naar de dochterisotoop. De halfwaardetijd is onveranderlijk maar verschillend voor elke moederisotoop. Met het verstrijken van de tijd gaat het kristal steeds meer van de dochterisotoop bevatten. Door nauwkeurige meting van moeder en dochter kan de absolute ouderdom van het kristal bepaald worden.

### Ontwikkeling van absolute datering
Door relatieve datering was halverwege de 19e eeuw de volgorde van gesteentelagen en gebeurtenissen in de geologische geschiedenis redelijk bekend. Aan de andere kant wist men niet hoe oud de lagen en systemen waren. De ouderdom van de Aarde was ook een veelbesproken vraagstuk. Aan de ene kant pleitten natuurvorsers zoals Darwin voor een hoge ouderdom op basis van een groeiende hoeveelheid waarnemingen en nieuwe inzichten. Als aanhangers van uniformitarianisme verklaarden ze verschijnselen uit het verleden met hedendaagse, waarneembare processen. De diversiteit en complexiteit van het leven op Aarde en de geologische opbouw van continenten was volgens hen alleen mogelijk bij een hoge ouderdom. Daar tegenover stonden natuurkundigen als William Thomson, Lord Kelvin. Kelvin concludeerde in 1862, na experimenten met de afkoeling van vloeibare metalen ballen, dat de Aarde ongeveer 100 miljoen jaar oud is en hij stelde dit later bij naar 20 miljoen jaar. Walcott, de ontdekker van microfossielen in het Precambrium, gebruikte de dikte van de systemen en schattingen van de snelheid van sedimentatie. Hij berekende op die manier dat de Aarde tussen de 35 en 80 miljoen jaar oud moest zijn. Zijn aanname dat de sedimentatiesnelheid gelijk blijft is echter niet realistisch.
De ontdekking van radioactief verval door Henri Becquerel in 1896 bracht een omslag. Bij verval verandert een instabiel scheikundig element spontaan in andere elementen. De natuurkundigen Ernest Rutherford en Frederick Soddy ontdekten in 1903 dat warmte in de vorm van straling vrijkomt bij verval. Rutherford zag in dat dankzij verval van zware, instabiele elementen de afkoeling van de Aarde veel trager verliep dan Kelvin dacht. Bovendien is de vervalsnelheid gelijk. Als het mogelijk was de hoeveelheid van de twee elementen in een materiaal te meten, kon men de ouderdom bepalen. Rutherford zelf was de eerste die probeerde gesteente te dateren. Hij gebruikte het verval van uranium en kwam tot de in die tijd opzienbarende ouderdom van 700 miljoen jaar. Absolute dateringen werden echter nog lang als onbetrouwbaar gezien. Over de vervalsnelheid en -mechanismes was bijvoorbeeld nog weinig bekend, en een bijkomend probleem was dat men niet wist of elementen uit gesteente ontsnapt waren, zodat datering de verkeerde ouderdom zou geven. Voor precieze datering zijn nauwkeurige massaspectrometers nodig. Het duurde tot de tweede helft van de 20e eeuw tot de kennis en techniek zover gevorderd waren dat radiometrie algemeen aanvaard werd. Een pionier op dit gebied was Arthur Holmes, die in 1910 al de ouderdom van verschillende gesteentes met elkaar vergeleek. Holmes merkte dat de lengte van het Precambrium minstens twee maal zo lang was als alle jongere tijdperken samen. Hij vermoedde dat de Aarde iets ouder dan de oudste monsters was, ongeveer 1600 miljoen jaar.
Een ander probleem was dat voor uranium-looddatering een monster voldoende uranium moest bevatten. Uranium is een relatief zeldzaam element, zodat men aan het begin van de 20e eeuw de meeste gesteentes niet kon dateren. Hierin kwam geleidelijk verandering door de ontwikkeling van betere apparatuur, zodat minieme verschillen in de samenstelling van mineralen meetbaar werden. 
De bepaling van de precieze massa van de istopen van lood, het vervalproduct van uranium, was een belangrijke stap in de ontwikkeling van de uranium-loodmethode. De natuurkundige Francis W. Aston verbeterde de spectrometer om de massa's van loodisotopen nauwkeurig vast te stellen. Alfred O. Nier stelde in 1938 de massa van uraniumisotopen vast. Rutherford berekende aan de hand van de door Aston gemeten verhouding tussen loodisotopen dat de Aarde 3400 miljoen jaar oud is. Veel geleerden bleven twijfelden of een zulke hoge ouderdom wel correct kon zijn, maar Nier mat in 1941 een ouderdom van 2200 miljoen jaar voor Precambrische gesteentemonsters uit Manitoba (Canada). Nier dacht dat het om een meetfout ging, maar na het verkrijgen van meer monsters bleken deze juist ouder te zijn. Holmes publiceerde in 1947 de eerste absolute geologische tijdschaal. In deze tijdschaal ontstond de Aarde 3350 miljoen jaar geleden, en duurde het Precambrium tot 510 miljoen jaar geleden. De ouderdom van de Aarde werd definitief vastgesteld door Clair C. Patterson, die in 1955 met loodisotopen in de Canyon Diablometeoriet aantoonde dat de Aarde 4,55 miljard jaar oud is.
Hoewel uranium-lood verreweg de betrouwbaarste methode is, zijn ook andere vervalprocessen voor datering in gebruik, soms omdat ze technisch of financieel voordeel bieden; vaak omdat de mineralen een geschikte samenstelling hebben. In veel gevallen zijn metingen met de ene methode door de andere bevestigd. De nauwkeurigheid waarmee vervalconstantes en verhoudingen tussen isotopen bekend zijn groeit. Daardoor stijgt ook de nauwkeurigheid waarmee de ouderdom bekend is. 

### Indeling van het Precambrium
De eerste die een onderverdeling in het Precambrium herkende was de Canadese geoloog W.E. Logan in 1857. Logan maakte een tweedeling tussen "Laurentisch" en "Huronisch" gesteente. Het "Laurentische" gesteente bestond uit graniet-gneis en werd bedekt door de "Huronische" lagen, die daarom jonger moesten zijn. De "Huronische" lagen bevatten bovendien mineralen die op de aanwezigheid van zuurstof duiden, en niet in het "Laurentisch" gesteente voorkomen. De door Logan beschreven discordantie komt overeen met een fase van gebergtevorming rond 2,5 miljard jaar geleden. Zijn indeling komt redelijk overeen met de overgang tussen het Archeïcum en het Proterozoïcum.
Wegens de grotendeels afwezige fossielen was het lang onmogelijk het Precambrium in te delen op een manier die wereldwijd bruikbaar en herkenbaar is. De opkomst van radiometrische datering maakte het mogelijk jaartallen aan eenheden en terreinen toe te schrijven. De kennis over het Precambrium is sinds 1950 aangevuld door de opkomst van nieuwe methodes, zoals geomagnetisme, chemostratigrafie en onderzoek naar stabiele isotopen. Dit verbeterde het inzicht in de ontwikkeling van de Aarde en het leven tijdens het Precambrium sterk. 
Sinds 1974 probeert de ICS een wereldwijde accepteerbare indeling te maken. Met name in gebieden waar kratons aan het oppervlak liggen (zoals Canada, Siberië en China) worden echter nog steeds lokale indelingen gehanteerd, die gebaseerd zijn op regionaal vervolgbare geologische structuren en kenmerken. Een voorbeeld is het Vendien, Vendiaan of Vendian, een indeling voor het jongste deel van het Precambrium die voornamelijk in Europa en Rusland is gebruikt. Het Vendien werd in 1952 in de Russische stratigrafie ingevoerd. Sinds 2004 heet deze tijd in de wereldwijde tijdschaal het Ediacarium, maar lokale tijdsaanduidingen als het Vendien worden ook in de 21e eeuw nog vaak naast de internationale gebruikt. 

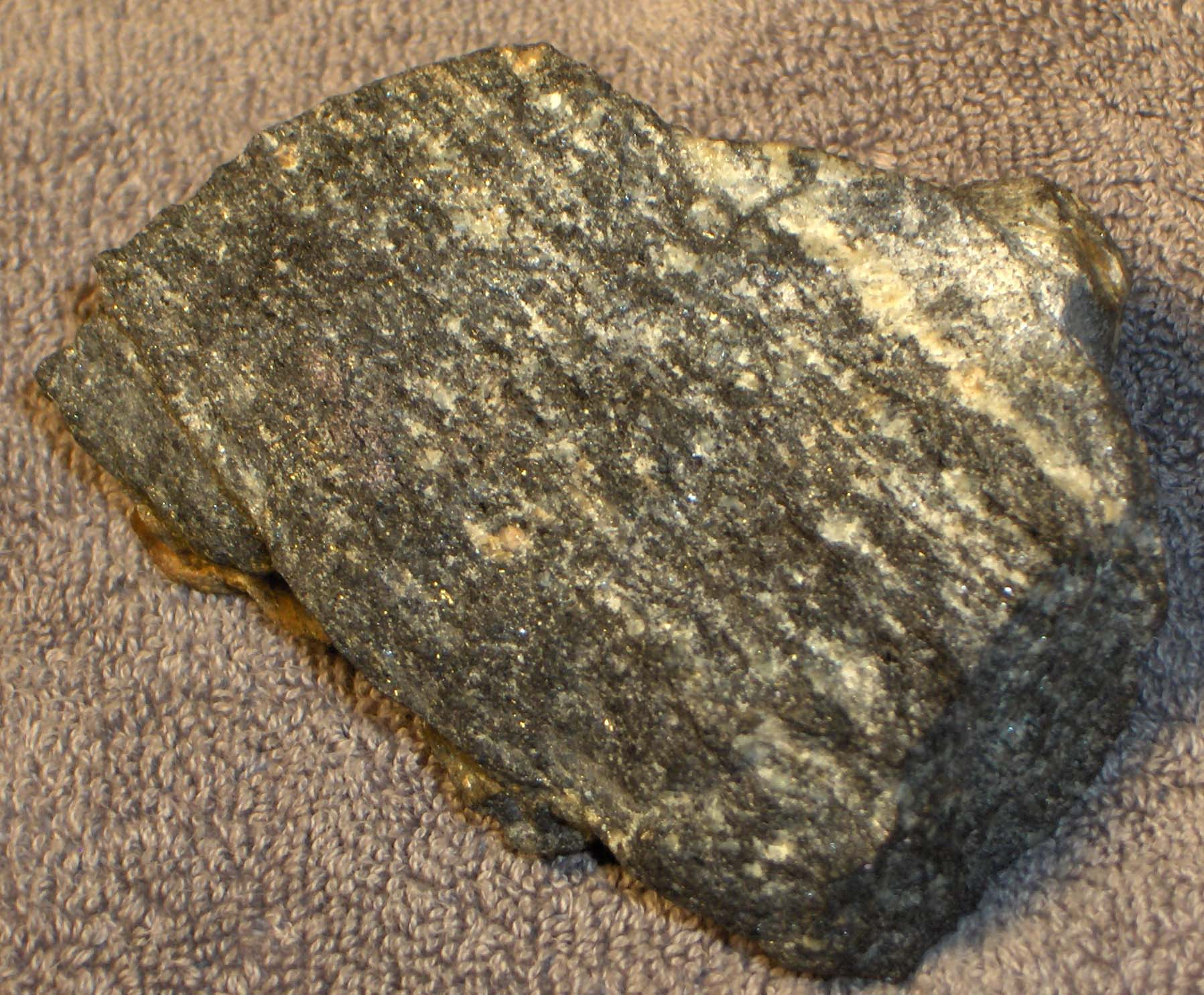
Een stuk van de Acasta Gneiss, onderdeel van het Slavekraton in het noordwesten van Canada. De Acasta Gneiss is met een ouderdom van maximaal 4,03 miljard jaar het oudst bekende gesteente ter wereld. Sommige metingen van gesteente uit Groenland geven nog hogere ouderdom, maar deze zijn sterk omstreden.

De eerste wereldwijde tijdschaal voor het Precambrium was die van Preston Cloud in 1972. Cloud deelde het Precambrium in vier delen: Hadeïcum, Archeïcum, "Proterophyticum" en Proterozoïcum. Het Hadeïcum (tot 3,6 miljard jaar geleden) is de tijd voor de oudst bekende gesteentes; het Archeïcum (van 3,6 tot 2,6 miljard jaar) werd getypeerd door een zuurstofloze atmosfeer en kaliumarme gneis en groensteengordels; het Proterophyticum zag de opkomst van kaliumrijker stollingsgesteente en sedimenten van het continentaal plat; en het Proterozoïcum ten slotte zag de opkomst van duidelijk geoxideerde rode zandsteenlagen. Cloud baseerde zijn tijdschaal daarmee op de ontwikkeling van de atmosfeer en aangroei van de continenten. Een probleem daarmee is dat niet alle kratons gelijktijdig de fases van aangroei doorliepen. De ICS nam aanvankelijk alleen het Archeïcum en Proterozoïcum over.
In de jaren 1980 vond men het oudst bekende gesteente in het uiterste noordwesten van Canada (gebied boven de poolcirkel). De Acasta Gneiss, onderdeel van het Slavekraton, heeft een ouderdom tussen 4,03 en 3,96 miljard jaar. De Isuagroensteengordel in het westen van Groenland is iets jonger maar bevat in tegenstelling tot de Acasta Gneiss aan het oppervlak gevormd gesteente. De Amîtsoq Gneiss uit hetzelfde gebied heeft een ouderdom van 3,8 miljard jaar,  iets jonger dan de Acasta Gneiss. Dankzij deze vondsten kon de grens tussen Archeïcum en Hadeïcum 400 miljoen jaar worden verlegd. De ICS deelde het Precambrium verder in op basis van afgeronde getallen en niet op gebeurtenissen of wereldwijd vervolgbare fenomenen. Het is wel de bedoeling dat dit in de toekomst gebeurt, waarna de indeling waarschijnlijk grotendeels zal veranderen.
In 2001 werden in het Yilgarnkraton in het westen van Australië detritische zirkoonkristallen gevonden met een ouderdom van 4,4 miljard jaar. Dit zijn de oudst bekende op Aarde gevormde materialen. Hoewel er uit het Hadeïcum geen gesteente bewaard is en het tijdperk daarom niet geologisch herkenbaar is, heeft de ICS het in 2008 wel aan de tijdschaal toegevoegd als "informele" eenheid.

## Het begin

Schematische weergave van de geschiedenis van het Heelal, van de Oerknal tot heden. In dit diagram staat de tijd (vanaf de Oerknal) op de verticale as en de grootte van het Heelal op de horizontale assen. Alle drie de assen zijn bij benadering logaritmisch. Dat wil zeggen dat bij een constante uitdijing de doorsnede van het Heelal in de figuur gelijk blijft, zoals het geval tussen 10^{-32} seconde en 6 miljard jaar. Over het precieze verloop van de uitdijing van het Heelal in het verleden is echter nog weinig met zekerheid bekend. Het is bv. mogelijk dat het na afloop van de fase van snelle uitdijing zo groot als een grapefruit was, of zo groot als de huidige Melkweg.

Slechts een relatief kleine groep mensen is in de ruimte geweest. De astronauten die de Aarde vanuit de ruimte zagen, meldden dat ze erg onder de indruk van die aanblik waren. Door water en wolken ziet de planeet er uit als een blauw-wit gemarmerde bol. De aanwezigheid van een grote hoeveelheid water maakt de Aarde uniek in het Zonnestelsel, maar zorgt er ook voor dat het aardoppervlak voortdurend blootstaat aan erosie. Als gevolg zijn aan het aardoppervlak vrijwel geen sporen te vinden uit de begintijd.
Dit probleem geldt niet voor alle materie in het Zonnestelsel. Het oppervlak van de Maan is bijvoorbeeld voor ongeveer 3,8 miljard jaar nauwelijks veranderd. Kleine objecten, zoals ruimtepuin en de planetoïden, hebben nog steeds dezelfde samenstelling als bij het ontstaan van het Zonnestelsel. Zulke objecten kunnen op Aarde inslaan en daarbij deels intact blijven. Een inslag is zichtbaar als een vallende ster; het deel dat bewaard blijft is een ruimtesteen of meteoriet.

### Ontstaan van het Heelal
Het Heelal is ongeveer drie maal zo oud als het Zonnestelsel. De roodverschuiving in het licht van zeer ver afgelegen sterrenstelsels laat zien dat de ruimte uitdijt, waarbij de sterrenstelsels uit elkaar bewegen. Deze uitdijing begon met het ontstaan van het Heelal, ongeveer 13,7 miljard jaar geleden door de Oerknal. Behalve de uitdijing van het Heelal is de Oerknal ook te herleiden uit kosmische achtergrondstraling.
Direct na de Oerknal was het Heelal extreem heet: 1032 graden na 10-35 seconden. Op dat moment bevond alles zich nog in het extreem kleine volume van 10-25 cm, maar er volgde een snelle expansie. De gewijzigde omstandigheden zorgden voor de vorming van de eerste neutronen uit quarks, en daarmee het begin van zwaartekracht. Dit was het einde van het tijdperk waarin alles uit een soort soep van straling en energie bestond en het begin van materie. Het ontstaan van zwaartekracht werkte als een rem op de uitdijing van het Heelal, zodat deze minder snel verder ging. Na 100 seconden was de temperatuur al gedaald tot een miljard graden, voldoende om de eerste atoomkernen te vormen. Sommige neutronen vervielen tot protonen. Losse protonen zijn geladen deeltjes waterstof, het lichtste element (met atoomnummer 1).

De eerste (en meest voorkomende) 6 fusiereacties waarmee in sterren uit waterstof lichte elementen ontstaan. Stappen 1 tot 3 vormen de proton-protoncyclus, waarbij waterstofdeeltjes tot helium-4 fuseren. De fusie tot zwaardere elementen (stap 4 tot 6) kan alleen plaatsvinden in sterren die aan het einde van hun levenscyclus zijn. In deze sterren "brandt" helium tot koolstof. Als eenmaal koolstof is ontstaan, kan dit verder met helium fuseren tot zwaardere elementen. Voor de productie van zwaardere elementen dan ijzer is extreem hoge energie zoals in een supernova nodig.

Tot 20 minuten na de Oerknal bleven temperatuur en druk in het Heelal hoog genoeg voor de spontane vorming van atoomkernen door kernfusie. Daarbij ontstonden kernen van de elementen waterstof, helium (atoomnummer 2) en lithium (nummer 3, alleen in relatief zeer kleine hoeveelheid). Protonen en neutronen konden zich samenvoegen tot deuteriumdeeltjes (2H). Twee deuteriumkernen fuseerden vervolgens tot tritium (3H), en deuterium en tritium fuseerden verder tot helium-4. Waterstof vormt nog steeds ongeveer 75% van alle zichtbare massa in het Heelal; van de andere 25% is vrijwel alles helium, waarvan het meeste direct na de Oerknal werd gevormd. Deze percentages komen overeen met modellen waarin de huidige achtergrondstraling is ingegeven — ze zijn daarom bewijs voor de Oerknal.
Ongeveer 100.000 jaar na de Oerknal waren de omstandigheden in het Heelal vergelijkbaar met die tegenwoordig binnen in de Zon. De temperatuur was nog steeds duizenden graden hoog en materie bestond uit een plasma van elektronen en ionen van waterstof en helium. Uit dit plasma kon geen licht ontsnappen: het Heelal was hierdoor opaak. Pas na 400.000 jaar, toen de temperatuur gedaald was tot ongeveer 4500 graden konden ongeladen atomen vormen. De afwezigheid van geladen deeltjes maakte licht mogelijk en het Heelal werd doorzichtig. Het eerste licht is de bron van de huidige kosmische achtergrondstraling.

### Vorming van zwaardere elementen
Het Heelal was van het begin af aan niet overal gelijk: in sommige gebieden was de materie dichter. In deze gebieden vormden zich, enkele honderden miljoenen jaren na de Oerknal, de eerste proto-sterrenstelsels. De eerste sterren hadden veel grotere massa's dan de Zon en een veel hogere temperatuur.
Sterren geven licht (en andere vormen van straling) vanwege de kernfusie in hun binnenste. De meeste sterren zijn hoofdreekssterren vergelijkbaar met de Zon. In een dergelijke "gewone" ster bestaat de kernfusie uit het omzetten van waterstof (het eerste element, opgebouwd uit slechts één proton) naar helium (element twee met twee protonen), een langzaam proces dat miljarden jaren kan doorgaan voordat de waterstof opgebrand is.
Wanneer een ster de waterstof in haar binnenste opgebrand heeft implodeert ze, waardoor de druk en temperatuur hoog genoeg worden voor de fusie van helium naar koolstof (element nummer zes) en zuurstof (element acht). Uiteindelijk kunnen deze elementen weer verder fuseren tot zwaardere elementen als magnesium (element 12), silicium (14) of ijzer (26). Hoe zwaarder de atoomkern, des te minder energie er vrijkomt bij de kernfusie. Bij fusiereacties waarbij elementen zwaarder dan ijzer ontstaan komt zelfs helemaal geen energie meer vrij; in plaats daarvan kosten ze energie.
Elementen zwaarder dan ijzer worden uitsluitend gevormd in supernova's, de zeldzame explosies waarmee superzware sterren hun levenscyclus eindigen. Slechts ongeveer een op de miljoen sterren is zwaar genoeg om een supernova te veroorzaken. De kracht van de explosie is zodanig dat elementen tot uranium (nummer 92) ontstaan, zij het in kleine concentraties.

Ontwikkeling van een protoplanetaire schijf in vier stappen. 1. een bij benadering concentrisch volume in een moleculaire wolk begint samen te trekken; 2. de samentrekking versnelt de rotatie: de nevel gaat steeds sneller roteren en raakt afgeplat tot een schijf; 3. uit lokale draaikolken en spiraalarmen ontstaan verdichtingen - tegelijk ontbrandt in het middelpunt de proto-ster; 4. de verdichtingen groeien aan tot planetesimalen en de sterrenwind blaast het overgebleven gas en stof weg.

### Ontstaan van het Zonnestelsel
Het grootste deel van de ruimte in het Heelal is vrijwel perfect vacuüm: het is opmerkelijk leeg. Sterrenstelsels zoals de Melkweg bestaan echter deels uit lichamen van zeer ijl gas, ijs en stof: "wolken" of "nevels". Hoewel ze erg ijl zijn, hebben sommige gas- en stofwolken een immense omvang; hun massa is zo groot als die van miljoenen sterren. Het Zonnestelsel is uit een dergelijke wolk ijle materie ontstaan.
De materie waaruit het Zonnestelsel ontstond begon waarschijnlijk met samentrekken door de nabijheid van een of meerdere supernova's, explosies van zware sterren. De drukgolven van dergelijke explosies veroorzaakten plaatselijke verdichtingen in de moleculaire wolk. Materie begon naar binnen te bewegen — het gas en stof trok samen. In de eerste fase werd materie uit een bij benadering bolvormig gebied in de moleculaire wolk onttrokken. Het doorgaan van de samentrekking resulteerde in een afgeplatte, ronddraaiende protoplanetaire schijf.
De vorming van zo'n schijf kan enkele miljoenen jaren in beslag nemen, maar als een drukgolf de aanleiding is verloopt het veel sneller. Met name in het binnenste gebied van de protoplanetaire schijf is de accretie zo groot, dat de materie door wrijving begint op te warmen. In protoplanetaire schijven treden drie effecten op die samen de verdere ontwikkeling bepalen. De hoge temperatuur in het centrum van de nevel veroorzaakt convectiestroming in de vorm van lokale draaikolken. Tegelijkertijd veroorzaakt de zwaartekracht golven: lokale verdichtingen in de vorm van spiraalarmen. Geladen deeltjes in de nevel worden door het magnetisch veld tegen de beweging in gedreven, wat voor extra wrijving zorgt. Als gevolg van deze processen beweegt de meeste materie naar het centrum van de nevel, waar de centrale ster ontstaat. Tegelijkertijd wordt hoekmoment vooral naar buiten toe verplaatst, naar de plek waar eventueel planeten ontstaan uit kleinere concentraties van stof en gas. Door accretie van materie ballen steeds grotere objecten samen, tot honderden kilometers in doorsnee. Deze planetesimalen zijn de bouwstenen waaruit later de planeten ontstaan.
In het middelpunt van de nevel gaat de samentrekking van materie door tot de druk en temperatuur hoog genoeg zijn om waterstof via kernfusie om te zetten in helium. Als de ster eenmaal is ontstoken, heft de kracht van de straling die bij kernfusie vrijkomt de stroom van materiaal naar binnen toe op. Het evenwicht tussen beide stromen bepaalt de diameter van de ster. Deze is ongeveer honderd miljoen maal kleiner dan de diameter van het bolvormige gebied waaruit de nevel ontstond.
De Zon bleef enkele honderdduizenden tot miljoenen jaren een T Tauri-ster: koeler van oppervlak maar lichtsterker dan tegenwoordig. De grotere lichtsterkte ging samen met een veel sterkere zonnewind, de stroom van geladen deeltjes die de Zon uitzendt. De sterke zonnewind blies in dit stadium het overgebleven gas en stof de ruimte in. Alleen zwaardere objecten bleven over: planetesimalen en grotere brokstukken. Verder van de Zon af konden protoplaneten door hun zwaartekracht een deel van het gas vasthouden: dit werden de gasreuzen Jupiter, Saturnus, Uranus en Neptunus. De huidige acht planeten vormden in enkele miljoenen tot tientallen miljoenen jaren door botsingen en accretie van planetesimalen en kleinere objecten.
De kennis over het ontstaansproces komt van twee andere bronnen van informatie. Ten eerste hebben sterrenkundigen ontdekt dat protoplanetaire schijven een algemeen verschijnsel zijn: ze kunnen direct bestudeerd worden in verschillende stadia van hun ontwikkeling. Ten tweede zijn in het Zonnestelsel zelf overblijfsels van de protoplanetaire schijf te vinden, waarvan een deel als stof en puin – in de vorm van meteorieten – op Aarde belandde.

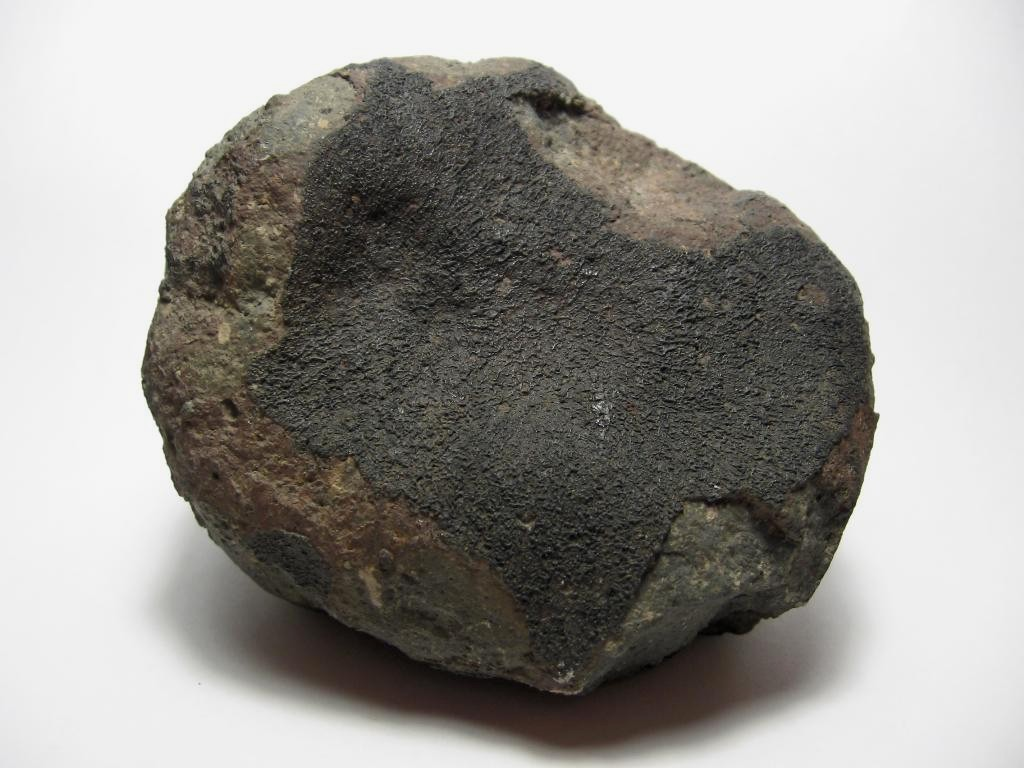
Een deel van de Allendemeteoriet, die in 1969 in het noorden van Mexico insloeg. De Allendemeteoriet is een nauwkeurig onderzochte koolstof-chondriet, waarin insluitsels van refractaire metalen voorkomen waarvan met uranium-looddatering een ouderdom van 4567 miljard jaar is gemeten. De condensering van dergelijke metalen vindt plaats in de beginfase van de vorming van een planetair stelsel; deze waarde geeft daarom de maximale ouderdom van de Aarde.

### Ouderdom van de Aarde
De samentrekking van de protoplanetaire schijf zorgde voor wrijving, die op haar beurt hitte voortbracht. De temperatuur in de nevel kan in de eerste fase tot 2000 graden zijn gestegen. Daarna leidde geleidelijke afkoeling tot de condensatie van stoffen in volgorde van hun smeltpunt: eerst de oxides van refractaire metalen, zoals aluminium, calcium en titanium; dan siderofiele elementen als ijzer en nikkel; magnesium-silicaten; alkali-silicaten; chalcofiele elementen; hydroxides en hydraten; en ten slotte vluchtige stoffen en gassen. De vorming van grotere objecten uit gecondenseerde deeltjes verliep in stappen, waarbij de geleidelijke afkoeling de materie differentieerde.
Uit het middelpunt van de schijf vormde de proto-Zon voor de materie in de schijf door afkoeling en andere processen gesorteerd werd. De samenstelling van de proto-Zon kwam daarom vermoedelijk goed overeen met de oorspronkelijke samenstelling van de moleculaire wolk, die op haar beurt de gemiddelde samenstelling van het Heelal benadert. De verhouding tussen waterstof en helium was in het begin dus ongeveer 3:1. Lastiger is het de huidige verhouding in de kern van de Zon te bepalen. Dit kan door middel van meting van trillingen in de Zon: helioseismiek. Op de Zon vinden geregeld bevingen plaats; de ster vibreert als een soort grote gong. Doordat de snelheid waarmee zulke trillingen zich binnen in de Zon voortbewegen afhangt van het aandeel helium, kan de laatste gemeten worden. Een vergelijking tussen de huidige hoeveelheid en die in de proto-Zon levert vervolgens de ouderdom van de Zon. Zo is bekend dat de kernfusie in de Zon 4,60 miljard jaar geleden begon, met een onnauwkeurigheid van 0,04 miljard.
Dankzij spectrometrie is de relatieve hoeveelheid zwaardere elementen in fotosfeer van de Zon ook nauwkeurig bekend.
In tegenstelling tot de Zon zijn meteorieten een tastbare vorm van bewijs. Er zijn verschillende soorten meteorieten. Sommige zijn "stenig": ze bevatten voornamelijk silicaatmineralen; andere bestaan voornamelijk uit ijzer; en er zijn meteorieten die uit zowel silicaten als ijzer bestaan. Sommige soorten vertegenwoordigen vermoedelijk delen van de protoplanetaire schijf met een afwijkende samenstelling, maar de meeste verschillen komen waarschijnlijk voort uit verschillende stadia in de ontwikkeling van het Zonnestelsel. Vergeleken met de Zon zijn alle meteorieten echter arm aan vluchtige elementen zoals waterstof of helium. De verdeling van de zwaardere elementen in een bepaald type meteoriet, de koolstof-chondrieten, komt sterk overeen met die in de Zon. Dit type meteoriet is bovendien iets rijker in vluchtige elementen dan andere meteorieten. Vermoedelijk betekent dit dat koolstof-chondrieten eerder ontstonden dan andere meteorieten en hun samenstelling daarom "primitiever" is: deze is vergelijkbaar met de samenstelling van de oorspronkelijke protoplanetaire schijf.
Door radiometrische datering is de ouderdom van veel meteorieten vastgesteld. De meeste meteorieten zijn rond 4,54 miljard jaar geleden gevormd. De ouderdom van koolstof-chondrieten is gemiddeld ongeveer 4,56 miljard jaar. De dateringen laten zien hoe de vorming van het Zonnestelsel verliep.

Fases in het ontstaan van de Aarde. Het proces begon met condensatie van stofdeeltjes in de protoplanetaire schijf. Deze voegden zich samen tot steeds grotere objecten. De kern van planetesimalen was heet genoeg om partieel te smelten. Daardoor kon differentiatie beginnen: siderofiele elementen zonken naar beneden en vluchtige elementen bewogen naar het oppervlak. Zo kreeg de proto-Aarde een metallische kern en een atmosfeer.

### Accretie en differentiatie binnenin de Aarde
Uit de protoplanetaire schijf waren een ster en planetesimalen ontstaan. Deze planetesimalen groeiden daarna door accretie van materiaal uit tot de huidige acht planeten van het Zonnestelsel. In het begin ging het accretieproces snel, zeker nadat objecten groot genoeg waren gegroeid om met hun zwaartekracht gas- en stofdeeltjes aan te trekken. Maar gaandeweg nam het beschikbare materiaal af en groeide de ruimte tussen de planetesimalen, waardoor de snelheid van verdere accretie daalde. In totaal zal het enkele tientallen miljoenen tot honderd miljoen jaar hebben geduurd voordat objecten met de afmetingen van de Aarde gevormd waren. Het Zonnestelsel was groot genoeg voor de vorming van enkele tientallen objecten met afmetingen groter dan 100 km.
Tijdens accretie wordt de kinetische energie van de inslagen en botsingen omgezet in hitte. Hoe groter de planeet, des te meer kleinere objecten samen kwamen bij de vorming, en des te groter de hitte die vrijkwam. Planeten als de Aarde, Venus, en misschien Mars waren bij hun ontstaan heter dan het smeltpunt van de meeste silicaatmineralen. De buitenste 400 km van de Aarde was daardoor vlak na de vorming van de planeet vloeibaar. Het oppervlak bestond uit een oceaan van magma.
Naarmate de Aarde en haar buurplaneten groter werden nam de zwaartekracht toe en begon binnenin de planeten een proces van uitsortering. Zwaarder materiaal zonk naar het binnenste, terwijl lichter materiaal naar boven bewoog. Dit proces van planetaire differentiatie verliep snel omdat de Aarde van binnen nog vloeibaar was. Dankzij de hitte van alle inslagen was het binnenste van de Aarde op zijn minst deels gesmolten. Relatief lichte elementen en elementen met een grote atoomstraal dreven naar boven, terwijl relatief zware elementen met een kleinere straal naar het massamiddelpunt zonken. De vluchtige elementen concentreerden zich aan de buitenkant, vermoedelijk als een heet mengsel van gassen - de voorloper van de atmosfeer.
Differentiatie leidde uiteindelijk tot de scheiding van de drie van samenstelling verschillende delen van de planeet: de aardkern, aardmantel en aardkorst. De eerste scheiding was die tussen kern en mantel. Deze scheiding was al na enkele tientallen miljoenen jaren ontstaan doordat (vloeibaar) ijzer en andere siderofiele metalen naar het massamiddelpunt zonken. Bij het sorteringsproces kwam ook wrijvingshitte vrij, die de intense warmtestroom in het binnenste van de jonge planeet verder versterkte. Convectiestromen in de magma-oceaan en mantel van de jonge Aarde maakten dat het oppervlak voortdurend in beweging was. Dit is de reden waarom er uit de eerste 500 miljoen jaar (het eon Hadeïcum) geen gesteente bewaard is. De eerste korst die aan het oppervlak stolde werd het na verloop van tijd weer de magma in getrokken en vernietigd.

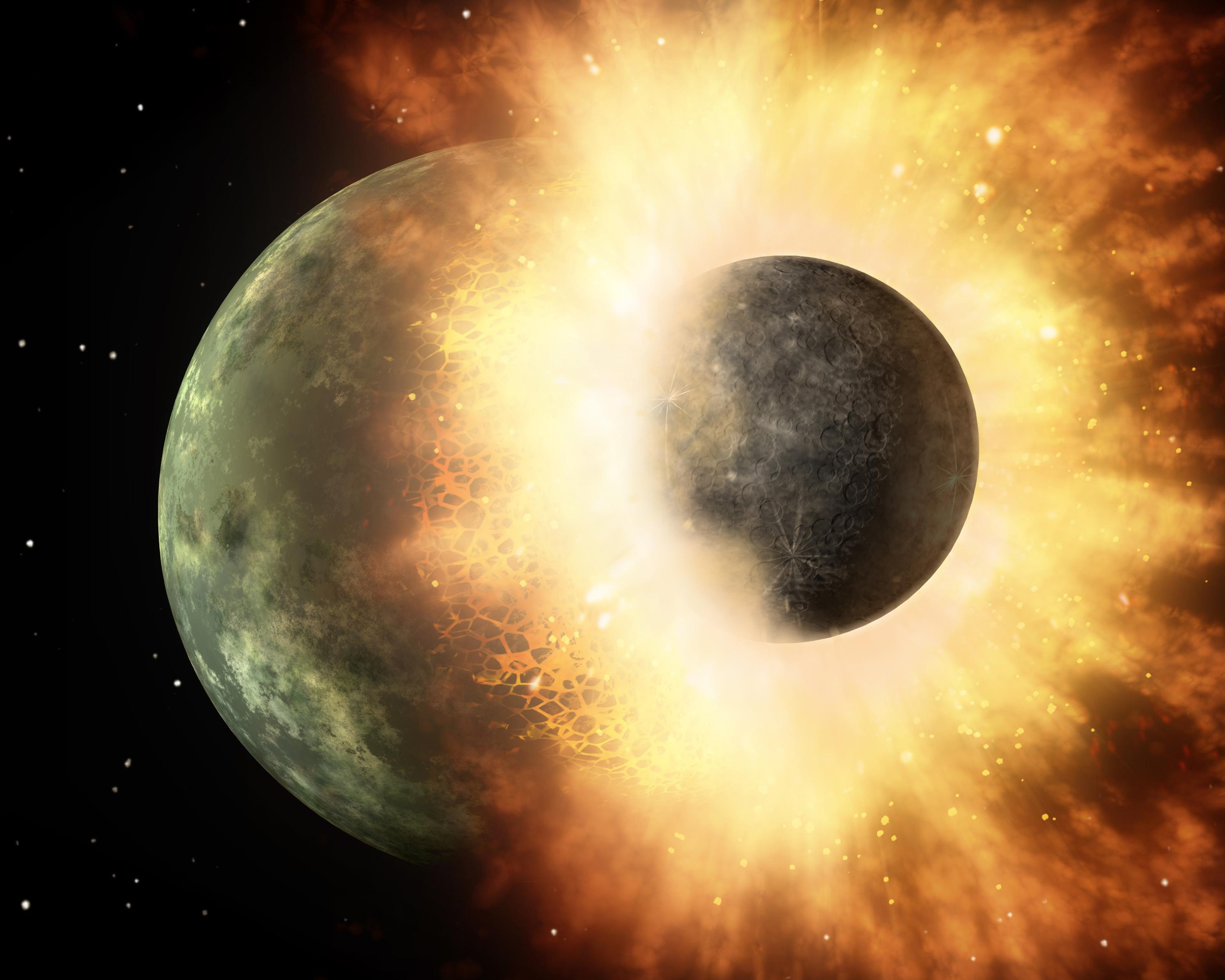
Artiestenimpressie van een grote inslag, waarbij twee planetesimalen onder relatief grote hoek op elkaar botsen en een grote hoeveelheid materiaal de ruimte in slingeren. De grote-inslaghypothese stelt dat de Maan door een dergelijke inslag ontstond, nadat het materiaal dat in een baan om de Aarde terecht kwam accretiseerde.

### Vorming van de Maan
Terwijl de planeten aangroeien neemt het aantal inslagen in een nieuw gevormd planetair stelsel af. Maar het aantal catastrofale grote inslagen waarbij genoeg energie vrijkomt om een planeet geheel of gedeeltelijk te smelten stijgt. De reden is dat grotere planeten een sterker zwaartekrachtveld hebben. Dit krachtveld drijft een deel van de kleinere objecten in ellipsvormige banen. Met name de gasreus Jupiter zal later in de accretiefase veel objecten op een ramkoers met de binnenplaneten hebben gedreven. In een protoplanetaire schijf zijn de omloopbanen van objecten aanvankelijk cirkelvormig, zodat inslagen en botsingen onder een kleine hoek plaatsvinden. Bij een botsing met een planetesimaal in een ellipsvormige baan komt veel meer energie vrij en wordt een groter deel van de materie de ruimte in geslingerd. Het is aannemelijk dat de jonge Aarde een of meerdere malen zo'n grote inslag meemaakte.
De Maan is opvallend groot ten opzichte van de Aarde, en heeft een vrijwel cirkelvormige baan. Modellen laten zien dat het erg onwaarschijnlijk is dat ze op haar plek tegelijkertijd met de Aarde ontstond, of elders ontstond en door de zwaartekracht van de Aarde is "ingevangen". In plaats daarvan is het waarschijnlijk dat de Maan ontstond door een grote inslag of botsing. Toen astronauten van het Apolloprogramma in de jaren 1960 maanstenen mee terug naar Aarde brachten, leverden deze verder bewijs voor de inslagtheorie. De Maan heeft een afwijkende samenstelling van de aardse planeten: ze bevat weinig ijzer en zware metalen, en is relatief arm aan vluchtige elementen. De samenstelling van de Maan lijkt sterk op die van de aardmantel: ze bestaat uit silica-arme, magnesiumrijke silicaten. Maar vergeleken met de aardmantel heeft de Maan veel kleinere hoeveelheden vluchtige elementen.
Het meest waarschijnlijke scenario is een botsing onder relatief grote hoek tussen de Aarde en een planetesimaal ter grootte van de planeet Mars (met ongeveer 15% van de massa van de Aarde). In dat geval sloeg de klap een flink deel van de aardmantel de ruimte in. Dit materiaal kwam in een baan rond de Aarde terecht en vormde (door accretie) de Maan. Zowel de Aarde als het inslagobject hadden al een kern van ijzer en siderofiele metalen. Bij een grote hoek van inslag werd daarvan zeer weinig de ruimte in geslingerd. Het model verklaart dus waarom de Maan minder van deze elementen bevat. Bovendien verklaart het waarom Aarde en Maan ten opzichte van chondrieten weinig vluchtige elementen bevatten. Een groot deel daarvan zou bij een grote botsing ontsnappen. 
Zowel Aarde als Maan hadden direct na de inslag en erop volgende accretie een oppervlak van vloeibaar magma. Op Aarde zijn geen directe sporen van een magma-oceaan te vinden, maar het maanoppervlak bestaat grotendeels uit direct uit magma gevormd stollingsgesteente. Waarschijnlijk ontstond de Maan al tijdens de eerste 30 miljoen jaar na de vorming van het Zonnestelsel. Dat komt goed overeen met radiometrische dateringen van maanstenen: de meeste hebben een ouderdom tussen de 4,6 en 4,5 miljard jaar.

### Herkomst van water en atmosfeer
De Aarde is vergeleken met meteorieten erg arm in vluchtige stoffen. Het ligt voor de hand dat deze in het accretiestadium verloren gingen door de sterke zonnewind, de grote inslagen, of een combinatie van beide. Dit roept de vraag op waar de huidige atmosfeer vandaan komt. Waarschijnlijk is deze pas na afloop van de Grote Inslag waarmee de Maan vormde ontstaan. Vluchtige stoffen zoals water, stikstof, zuurstof, koolstof en zwavel waren toen al  grotendeels door de zonnewind uit de binnenste delen van de protoplanetaire nevel verwijderd. Maar de temperatuur in verder naar buiten gelegen gebieden daalde eerder en verder, zodat zulke stoffen er konden condenseren. 
De onderlinge verhoudingen tussen vluchtige elementen op Aarde lijken sterk op die in koolstof-chondrieten, maar verschillen van de Zon en andere reservoirs in het Zonnestelsel, zoals kometen. Daarom is het waarschijnlijk dat de Aarde het merendeel van haar vluchtige stoffen verkreeg tijdens accretie van koolstofrijk, chondritisch materiaal, afkomstig uit de zone waar tegenwoordig de planetoïdengordel ligt. Omdat het daar koeler was konden er objecten vormen die rijk waren in waterijs, eenvoudige organische verbindingen en andere vluchtige stoffen. Door de zwaartekracht van met name Jupiter kwamen zulke objecten in sterk elliptische banen terecht, sommige op ramkoers met de binnenplaneten. Modellen tonen dat dit met name tijdens de eerste paar honderd miljoen jaar regelmatig tot inslagen leidde, waarmee de Aarde werd verrijkt met ijs en gassen. De verhouding tussen deuterium en "gewoon" waterstof (D/H) in koolstof-chondrieten komt overeen met die in de oceanen, en is bewijs voor deze hypothese.
Na accretie konden vluchtige stoffen door de vloeibare toestand van de magma-oceaan snel ontsnappen. Deze "ontgassing" van de planeet verliep zo snel dat 80-85% van de huidige atmosfeer in de eerste paar miljoen jaar na de Grote Inslag ontstond. Nadat de temperatuur daalde begon water te condenseren en op het oppervlak neer te regenen. Zo ontstonden de oceanen, waarschijnlijk tussen 4,53 en 4,50 miljard jaar geleden. Onderzoek van zuurstofisotopen in insluitsels in de bijna 4,4 miljard jaar oude zirkonen uit het Pilbarakraton wijst er ook op dat vloeibaar water al zeer vroeg aanwezig was op het aardoppervlak.

## De jonge Aarde

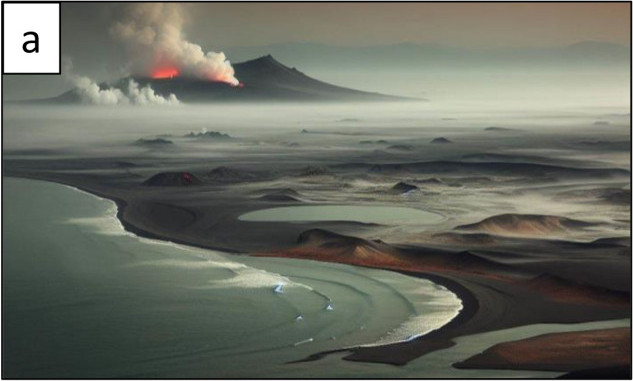
Computergegenereerde voorstelling van landschap in het vroege Archeïcum (rond 3,5 miljard jaar geleden), gebaseerd op afzettingen uit de Barbertongroensteengordel. Langs vulkanische eilanden lag zandige kust met sterke getijdewerking door de nabijheid van de Maan. Snelle mantelconvectie en hete pluimen dreven het vulkanisme aan en zorgden voor de accretie van de eerste continentkorst.

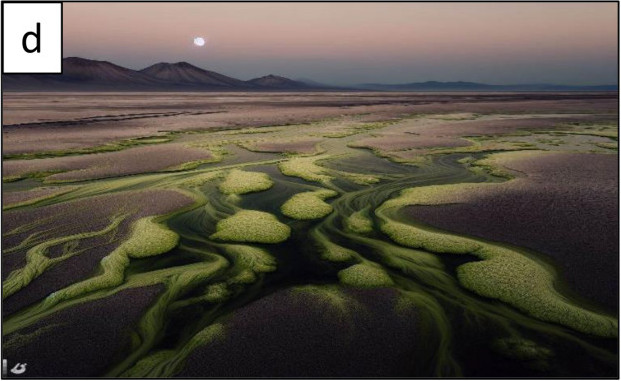
Computergegenereerde voorstelling van landschap in het vroege Archeïcum (rond 3,5 miljard jaar geleden), gebaseerd op afzettingen uit de Barbertongroensteengordel. De atmosfeer was warm en nevelig en de hemel had een zachtoranje glans door het methaangas. In de ondiepe zee langs de rand van vulkanische eilanden groeiden vroege ecosystemen van microben. Deze zijn zichtbaar als groene algenmatten waarin wellicht ook de eerste organismen leefden die door fotosynthese zuurstof produceerden.

Aan het begin van het Archeïcum (4,0 miljard jaar geleden) begon de Aarde een stabiele omgeving te worden, maar de planeet was nog onherkenbaar. Inslagen van meteorieten namen geleidelijk af. Het oppervlak werd stabieler en het was voornamelijk bedekt met oceanen. Continenten waren er nog niet: wel werd het water onderbroken door rijen vulkanische eilanden. De hoge warmtestroom in het binnenste van de planeet zorgde voor hevig vulkanisme. De atmosfeer was een dicht mengsel van vulkanisch gas. Mogelijk was de hemel daarom niet blauw zoals tegenwoordig, maar had ze een oranje tint door methaangas. De Aarde draaide sneller om haar as, zodat een dag korter was dan tegenwoordig.
De rotatie van de Aarde vertraagt langzaam als gevolg van de getijdenkracht van de Maan. Teruggerekend betekent dit dat direct na haar ontstaan een dag op Aarde maar 10 uur duurde. De baan die de Maan om de Aarde beschrijft is met het verstrijken van de geologische tijd aanzienlijk wijder geworden; zo moet ze zich in deze begintijd 10 tot 15 keer dichter bij de Aarde hebben bevonden dan nu, waardoor de Maan vanaf het aardoppervlak gezien erg groot moet zijn geweest. Belangrijker was dat ook de getijdekracht van de Maan veel sterker was en het verschil tussen eb en vloed groter.
Het stadium tussen 4,1 en 3,85 miljard jaar geleden zag een hoger aantal inslaande meteorieten. Dit Late Heavy Bombardment blijkt uit studies van het aantal kraters op de Maan. Het maanoppervlak is ouder dan dat op Aarde. Op Aarde zijn geen kraters of andere inslagsporen uit deze tijd bewaard, maar de planeet moet dezelfde fase van inslagen hebben meegemaakt. De oorzaak voor een dramatische toename van het aantal inslagen is onduidelijk. Mogelijk was dit een verandering in de banen van de planeten Uranus en Neptunus. Zo'n verandering verstoorde de banen van veel kleinere objecten. Een deel van deze objecten werd naar de binnenste delen van het Zonnestelsel geslingerd, waar ze op de binnenplaneten insloegen. Hoewel het aantal inslagen na het Late Heavy Bombardment geleidelijk afnam, zijn meteorietinslagen een terugkomend verschijnsel door de geologische geschiedenis. Het vroegste directe bewijs voor inslagen op Aarde zijn in sedimentlagen uit het Archeïcum gevonden glasachtige bolletjes. De bolletjes zijn bewijs voor regelmatige inslagen van 20 tot 50 km grote planetoïden tijdens twee relatief korte fases tussen 3,47–3,23 en 2,64–2,49 miljard jaar geleden.

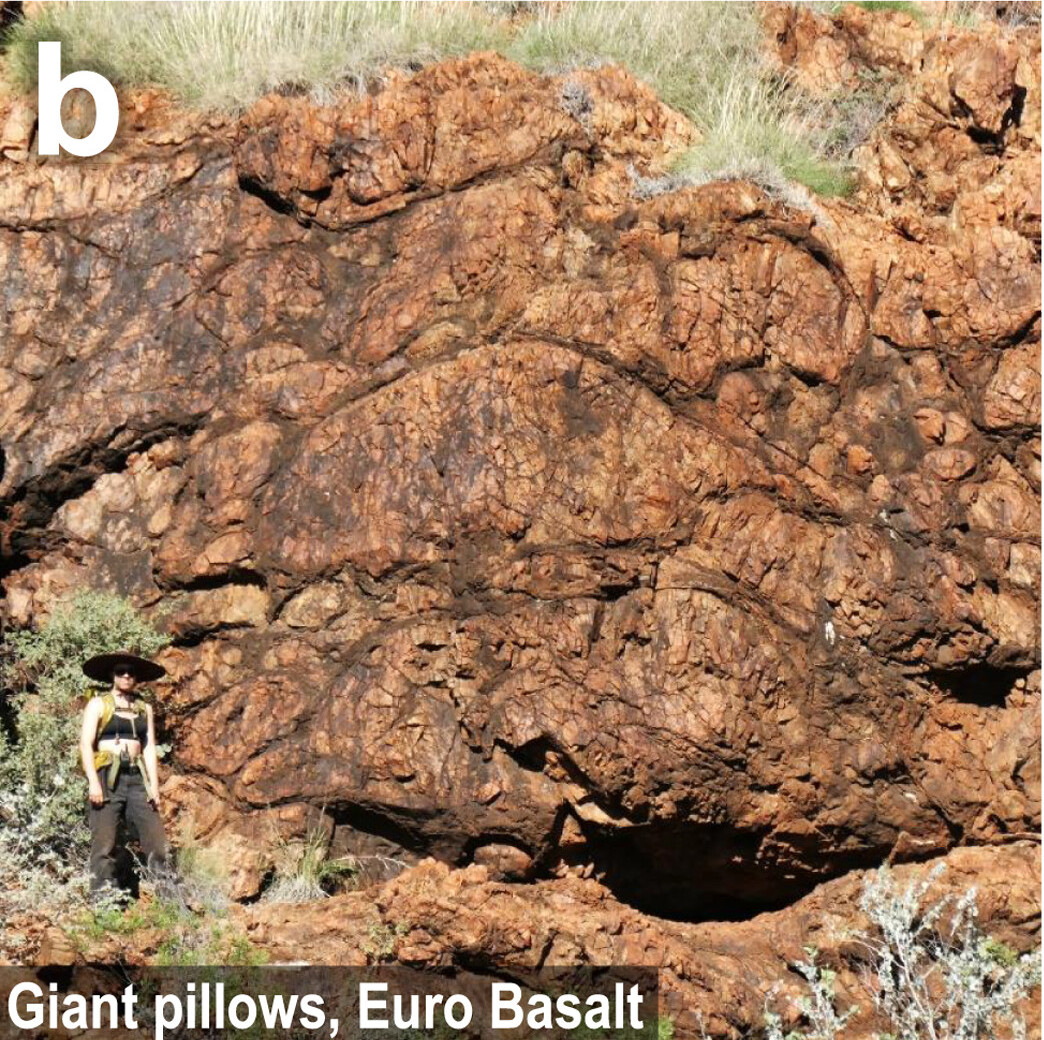
Kussenlava van de Euro Basalt in het Pilbarakraton. Deze basaltlava is ongeveer 3350 miljoen jaar oud. Kussenlava ontstaat alleen onder water bij mid-oceanische ruggen. Het Archeïcum bevat veel op vulkanische eilanden en in de oceaan gevormd gesteente. Gesteentesoorten die op het continentaal plat vormen zijn echter vrijwel afwezig. Dit laat zien dat het oppervlak in die tijd vrijwel uitsluitend bestond uit oceanen en vulkanische eilanden.

### Ontstaan van de aardkorst
De korst van de Aarde verschilt op twee belangrijke manieren van die van de andere Aardse planeten. Ten eerste is de Aarde de enige planeet met platentektoniek. Ten tweede bestaat een aanzienlijk deel van de aardkorst uit continenten. Op Aarde is een duidelijk verschil tussen twee soorten korst. Lichtere en dikke continentale korst is rijker in silica (intermediair tot felsisch). Zwaardere, dunne oceaankorst is armer in silica (mafisch). De aardmantel is zelfs ultramafisch (veel armer in silica) van samenstelling. Oceaankorst vormt tegenwoordig door het partieel smelten van de mantel. Wegens het lage smeltpunt van silica is dit magma mafisch - er ten opzichte van de mantel in verrijkt. Het stolt aan of nabij het oppervlak, in de vorm van het hoofdbestanddeel van de oceaankorst: basalt. Basalt vormt ook een belangrijk deel van de groensteengordels in het Precambrium.
Dat er uit de eerste 600 miljoen jaar van de Aardse geschiedenis geen aardkorst of gesteente bewaard is ligt waarschijnlijk aan een combinatie van inslagen en de snelle convectiestroming in de mantel. Dat er al vroeg aardkorst ontstond met een mafische tot ultramafische samenstelling is aannemelijk. Dankzij de snelle convectie zonk deze na verloop van tijd weer in de mantel in. Rond 4 miljard jaar geleden, bij het aanbreken van het Archeïcum, kwam daar geleidelijk verandering in met de vorming van de oudste kratons. Deze bestaan voornamelijk uit granuliet-gneis, felsisch stollingsgesteente met de tegenwoordig ongewone samenstelling (tonaliet-trondhjemiet-granodioriet of TTG).
De precieze tijdlijn van de vorming van de eerste (felsische) continentkorst is onduidelijk. Mogelijk bestonden er al kleine continentale fragmenten van TTG-korst in het Hadeicum, maar is er niets van bewaard gebleven. De vorming van TTG is een ingewikkeld proces, maar het kan ontstaan als een stuk oceaankorst de mantel in zinkt, partieel smelt, en in meerdere stappen differentieert. Het op die manier gevormd magma is opnieuw lichter en rijker aan silica. Daarbij is van groot belang dat er ook grote hoeveelheden water aanwezig zijn, want scheikundige reacties met water verlagen het smeltpunt van basalt aanzienlijk. Het is aannemelijk dat de eerste kratons pas vormden nadat de Aarde oceanen verkreeg. Dat op de andere Aardse planeten geen oceanen aanwezig waren die de korst met water verrijkten is daarom mogelijk de reden dat daar niet grootschalig continenten ontstonden.

### Begin van platentektoniek
Over de omstandigheden waarbij de kratons en de eerste continentkorst ontstonden bestaan verschillende hypotheses. Sommige daarvan gaan uit van underplating van de korst, de aangroei van de korst van onder af. De differentiatie van magma kwam in dit model tot stand door partieel smelten boven een hete opwaartse stroming in de mantel, een mantelpluim. Het aan silica verrijkte magma dringt in het onderste deel van de korst door in de vorm van magmakamers, die langzaam stollen. De aldus ontstane verdikking uit zich aan het oppervlak als een oceanisch plateau. Andere modellen gaan uit van de aangroei van protocontinenten door accretie van kleinere terreinen. Deze modellen gaan ervan uit dat in het Archeïcum een vorm van platentektoniek actief was, maar op kleinere schaal dan tegenwoordig. De oudste fragmenten continentkorst bewogen in deze visie door subductie naar elkaar toe totdat ze tegen elkaar gedrukt werden. In plaats van een handvol grote platen was het aardoppervlak in het Archeïcum mogelijk verdeeld in meer dan honderd microplaatjes en -continentjes.
Accretie en subductie laten duidelijk geologische sporen achter, zoals langgerekte orogene gordels en overschuivingen. In tegenstelling tot huidige gebergtes hebben Precambrische orogene gordels lang genoeg de tijd gehad om volledig weg te eroderen. Vergelijkingen met moderne gebergtes - zoals de Alpen of Himalaya - zijn daarom lastig: in de Precambrische orogene gordels liggen structuren en gesteenten uit diepe delen van de aardkorst aan het oppervlak, die in moderne gebergten nauwelijks zichtbaar zijn.
Met name later in het Archeïcum gevormde groensteengordels bevatten overschuivingen. De oudste structuren die mogelijk door subductie zijn ontstaan zijn ongeveer 2,8 miljard jaar oud. Het is daarom ook mogelijk dat de aangroei van continenten voor die tijd voornamelijk door middel van underplating verliep, en dat accretie van terreinen op een bepaald moment een grotere rol ging spelen. Tussen 3 en 2 miljard jaar geleden werden orogene gordels gebruikelijker. Zulke gordels zijn de plekken waar verschillende kleine kratons aan elkaar kwamen, waardoor assemblages ter grootte van de huidige continenten ontstonden.

### Klimaat, atmosfeer en oceanen in het Archeïcum
De atmosfeer ontstond door het ontgassen van de vaste Aarde, in de vorm van vulkanisme en verwering van gesteente aan het oppervlak. Tegenwoordig zijn grote delen van de aardmantel verarmd in vluchtige bestanddelen, maar dat zal vlak na de vorming van de Aarde anders zijn geweest. Op de hete jonge Aarde kwam meer vulkanisme voor dan tegenwoordig. Zo kwamen de gassen vrij die de atmosfeer vormden, met name grote hoeveelheden CO2 en waterdamp. 
De meeste uit het Archeïcum bewaard gebleven sedimenten ontstonden in vloeibaar water. Ze werden gevormd door rivieren, delta's, en de golf- en getijdenwerking van de zee. Sporen van ijs ontbreken geheel tijdens de eerste anderhalf miljard jaar. Alles wijst erop dat het klimaat gelijk of warmer was dan tegenwoordig.
De atmosfeer is in de loop van het Precambrium ingrijpend van samenstelling veranderd. De eerste twee miljard jaar bevatte de atmosfeer geen of nauwelijks zuurstofgas. De samenstelling van sediment en bodems uit het Archeïcum levert bewijs voor deze afwezigheid: er komen mineralen in voor die in aanwezigheid van zuurstof niet stabiel zijn. In plaats van zuurstof bestond de atmosfeer aan het begin van het Archeïcum uit kooldioxide (CO2) en stikstof (N2), met een klein aandeel van methaan (CH4), koolmonoxide (CO), waterstof (H2), waterdamp (H2) en waterstofsulfide (H2S). Bodems uit het Archeïcum bevatten bewijs voor de hoge concentratie CO2: ze vertonen sporen van agressieve verwering onder invloed van zure regen en zuur grondwater. 
De Zon had 4 miljard jaar geleden maar ongeveer 70-75% van zijn huidige lichtsterkte. De Aarde ontving daarom minder zonlicht en minder warmte. Onder gelijke omstandigheden zou de gemiddelde oppervlaktetemperatuur op Aarde daardoor ongeveer 20 graden lager zijn geweest, voldoende om de oceanen te bevriezen. Alle bewijs duidt er echter op dat het klimaat juist warm was. De verklaring hiervoor is een sterker broeikaseffect en een hogere concentratie van broeikasgassen. Er was ongeveer 1000 maal zoveel kooldioxide in de lucht als tegenwoordig, maar dit was op zichzelf nog onvoldoende om de warme omstandigheden te verklaren. Dat lukt wel als men ook een hogere concentratie methaangas veronderstelt. In een zuurstofloze atmosfeer is methaan veel stabieler dan tegenwoordig. De opkomst van methaanproducerende organismen (rond 3 miljard jaar geleden) zal ook hebben geholpen om de atmosfeer op te warmen.

### Oudste sporen van leven
Wanneer er voor het eerst sprake was van leven in het Precambrium is onzeker. Het is lastig voor te stellen hoe leven kon overleven aan het begin van het Hadeïcum. De inslagen van meteorieten waren in die tijd nog krachtig genoeg om de bovenste laag van de oceaan compleet te verdampen. De oudste algemeen geaccepteerde fossielen zijn bijna 3,5 miljard jaar oud, maar er zijn controversiële sporen bekend van ongeveer 3,7 miljard jaar oud. Daarom is het leven mogelijk ergens tussen 4,2 en 3,8 miljard jaar geleden begonnen.

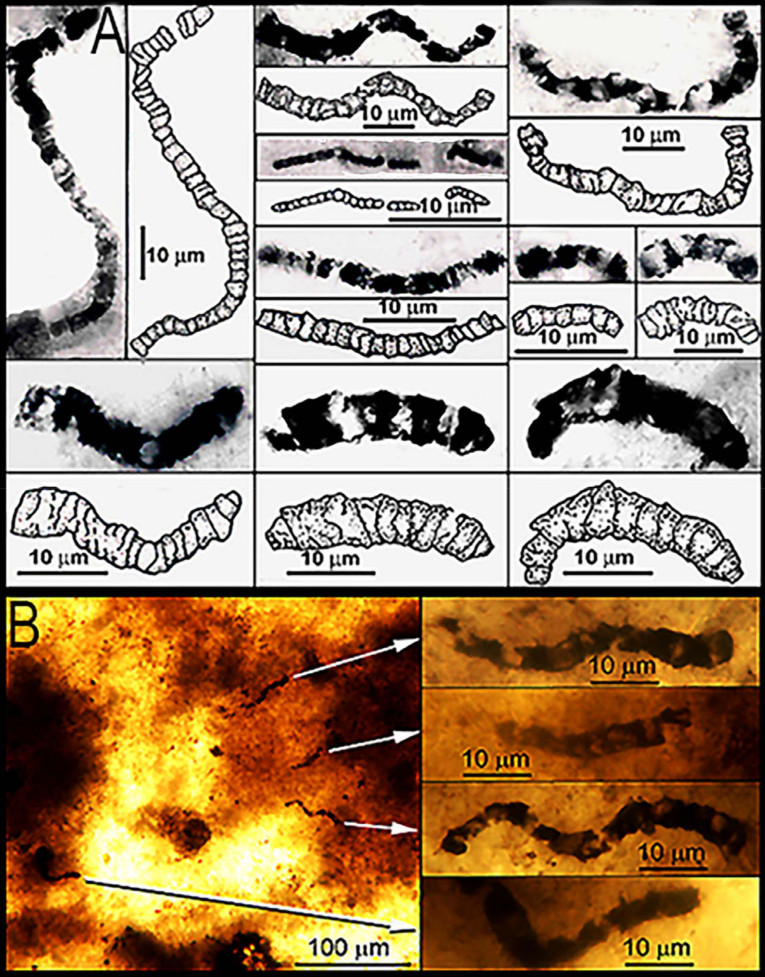
Microscopische foto's van 14 verschillende microfossielen uit de Australische Apex Chert. De donkere structuren zijn geïdentificeerd als staafvormige prokaryote bacteriën. Tekeningen onder de foto's verduidelijken de vorm van de microben.

Met name in gesteente ouder dan 2,5 miljard jaar is bewijs voor de omstandigheden aan het oppervlak zeldzaam. Sporen van leven zijn al helemaal sporadisch en bovendien vaak omstreden. Onder de oudste sporen van leven op Aarde zijn chemische fossielen in ongeveer 3,7 miljard jaar oude sedimenten van de Isuagroensteengordel op Groenland. Omdat deze sedimenten blootstonden aan metamorfose is het onmogelijk dat er microfossielen in bewaard zijn. Maar de koolstofisotopenverhouding in organische materie in deze sedimenten is opvallend licht, en komt overeen met die in modern leven. Fotosynthese door microben is een mogelijke oorzaak, maar die conclusie is controversieel.
De oudste algemeen geaccepteerde fossielen zijn 3,5 tot 3,0 miljard jaar oud. Het gaat zowel om sporenfossielen zoals stromatolieten als directe lichaamsfossielen van microben. Stromatolieten zijn voor 3 miljard jaar van de Aardse geschiedenis (vrijwel het hele Precambrium) het opvallendste type fossiel. Enkele van de oudste voorbeelden zijn gevonden in de Warrawoona Group in het Australische Pilbarakraton. Ze vormden in ondiep, rustig zeewater. Er bestaan verschillende typen, waarvan de meeste een paddestoel- of zuilachtige vorm hebben. Stromatolieten worden gevormd door gemeenschappen van microben, die een slijmachtige biofilm vormen dat sediment invangt. Als er teveel sediment accumuleert migreren de microben naar boven, richting het zonlicht, waar ze een nieuw laagje slijm aanmaken. Met het verstrijken van de tijd groeit de stromatoliet hierdoor steeds hoger. Ook tegenwoordig worden nog stromatolieten gevormd. De verantwoordelijke microben zijn prokaryote organismen, waaronder fotosynthetiserende blauwalgen.
De Warrawoona Group heeft ook enkele van de oudste vindplaatsen van microfossielen. In de Apex Chert, een 3465 miljoen jaar oude laag fijn silicarijk sediment zijn zeer kleine, koolstofrijke structuren ontdekt die sterk op staafvormige bacteriën lijken. Zwavelisotopen in het gesteente op dezelfde locaties vormen bewijs voor de activiteit van zwavelreducerende bacteriën. Een ander type microfossiel bestaat uit gepyritiseerde omtrekken van draadvormige bacterien uit 3235 miljoen jaar oude zwavelafzettingen. Deze zijn gevormd in de omgeving van black smokers, hydrothermale bronnen op de zeebodem waar het water een temperatuur van 300°C kan hebben. Mogelijk tonen ze aan dat sommige van de eerste levensvormen extreme thermofielen waren. Het oudste definitieve bewijs voor fotosynthese zijn biomoleculen van ongeveer 2,7 miljard jaar oud, opnieuw gevonden in het Pilbarakraton.

### Ontstaan van leven
Hoe het leven begon is niet precies bekend. De hypothese van Oparin-Haldane stelt dat de ontwikkeling van de eerste levende cellen een stapsgewijs proces was, waarbij de complexiteit geleidelijk toenam van eenvoudige moleculen tot ingewikkelde biochemische processen.
Al het moderne leven bestaat uit cellen die zich kunnen voeden, groeien en voortplanten. Cellen zijn zeer ingewikkelde structuren. Voor de reproductie zijn ze afhankelijk van DNA. DNA maakt bij transcriptie RNA aan, dat nodig is voor de replicatie van DNA en de productie van eiwitten. Eiwitten zijn nodig als enzymen, die vrijwel alle functies van de cel aansturen. Ze helpen ook bij de transcriptie en replicatie van DNA. Deze drie bestanddelen (DNA, RNA en eiwitten) zijn nodig bij elkaars reproductie. Daarom is de vraag hoe deze complexe "machine" ontstond niet makkelijk te beantwoorden. De hypothese van de RNA-wereld stelt dat het leven voor de ontwikkeling van DNA op RNA was gebaseerd. Hoewel RNA in het huidige leven niet de rol van informatiedrager heeft, is het voorstelbaar dat het die functie ooit had. Bovendien kan bepaald RNA zichzelf repliceren zonder DNA, en is ontdekt dat het als enzym kan fungeren. Hoe een RNA-molecuul uit eenvoudigere organische verbindingen kon ontstaan is echter lastig te verklaren.
De bouwstenen van leven zijn organische verbindingen als aminozuren en koolhydraten. Experimenten als dat van Miller en Urey (1953) tonen aan dat deze in de vroege atmosfeer kunnen zijn gevormd. De benodigde energie zou zijn geleverd door blikseminslagen of de sterke ultraviolette straling van de Zon. Omdat de vroege atmosfeer minder reducief was dan Miller en Urey dachten, zijn hydrothermale bronnen op de oceaanbodem als plek voor het ontstaan van leven voorgesteld. Organische stoffen zijn echter ook aangetroffen op meteorieten en andere hemellichamen en kunnen daarom ook uit de ruimte zijn aangevoerd. Leven is waarschijnlijk te complex om op een plek te zijn ontstaan. In plaats daarvan is het aannemelijker het proces als een serie stappen te beschouwen die in verschillende omgevingen kunnen zijn gezet.
Een andere manier om leven te benaderen is als een samenhangende set van zichzelf aansturende scheikundige reacties. Een cel is thermodynamisch gezien een open systeem dat zich ver van evenwicht met de omgeving bevindt. Zolang er energie en voedingsstoffen beschikbaar zijn kunnen reacties binnen de cel tot een groeiende complexiteit leiden. Grotere verbindingen zoals eiwitten of nucleinezuren vormen door polymerisatie van enkelvoudige organische verbindingen. Deze reacties kunnen aangestuurd zijn door de aanwezigheid van katalysatoren. Een mogelijkheid is bijvoorbeeld dat kleimineralen de polymerisatie van grotere verbindingen hebben gekatalyseerd (de kleiwereldhypothese). Veel biochemische processen zijn autokatalytisch: de geproduceerde eiwitten helpen zelf als enzym om de reactie in gang te houden.
De concentratie van organische verbindingen kan zijn verlopen door nat-droogcycli, zoals in getijdenpoelen. Een andere mogelijkheid is dat de verbindingen ingesloten werden door belletjes van fosfolipiden. Als een dichte brij van organische verbindingen heen en weer beweegt ontstaat schuim, bijvoorbeeld in de golven van een branding. Deze belletjes - liposomen - kunnen de voorlopers zijn geweest van celmembranen.
Het valt voor te stellen dat in een afgezonderd systeem van organische stoffen en reacties, bij een continue aanvoer van energie en stoffen, tenslotte eiwitten en een zelfreproducerend nucleinezuur als RNA ontstonden. Naast liposomen kan dat ook zijn gebeurd in een dichte brij van organische moleculen: een coacervaat. Zodra zo'n systeem zich kon reproduceren werkte natuurlijke selectie in het voordeel van de "efficientste" stofwisseling, sterkste membranen, en nauwkeurigst reproducerende combinaties van nucleinezuren en eiwitten.

## Verdere gebeurtenissen
Rond 1 Ga, tijdens het Neoproterozoïcum, ontstond het supercontinent Rodinië dat ongeveer 750 miljoen jaar geleden uiteenviel in losse paleocontinenten.
Het laatste deel van het Precambrium zag de opkomst van gemeenschappen van complexe meercelligen, de Ediacarische biota. Deze periode wordt het Ediacarium genoemd.